# Kaplandka białoogonowa
Kaplandka białoogonowa (Mystromys albicaudatus) – gatunek ssaka z podrodziny skałomyszy (Petromyscinae) w obrębie rodziny malgaszomyszowatych (Nesomyidae).

## Zasięg występowania
Kaplandka białoogonowa występuje w południowo-zachodniej i wschodniej Południowej Afryce i Lesotho.

## Taksonomia
Gatunek po raz pierwszy zgodnie z zasadami nazewnictwa binominalnego opisał w 1834 roku szkocki zoolog Andrew Smith nadając mu nazwę Otomys albicaudatus. Holotyp pochodził z dystryktu Albany, w Prowincji Przylądkowej Wschodniej, w Południowej Afryce. 
Jedyny żyjący przedstawiciel podrodziny Mystromyinae. Autorzy Illustrated Checklist of the Mammals of the World uznają ten takson za gatunek monotypowy.

### Etymologia
- Mystromys: gr. μυστρον mustron „łyżka”, od μυστιλη mustilē „kawałek chleba wydrążony w kształcie łyżki”; μυς mus, μυος muos „mysz”[13].
- albicaudatus: łac. albus „biały”; caudatus „ogonowy”, od cauda „ogon”[14].

## Morfologia
Długość ciała (bez ogona) 116–199 mm, długość ogona 46–87 mm, długość ucha 18–28 mm, długość tylnej stopy 23–32 mm; masa ciała 49–111 g. 

## Tryb życia
Kaplandka białoogonowa jest jedynym madagoszczurem żyjącym poza Madagaskarem. Prowadzi nocny tryb życia, a dzień spędza skryty w norze, którą opuszcza dopiero po zapadnięciu ciemności. Żywi się nasionami i innym pokarmem pochodzenia roślinnego. Jego ostry zapach prawdopodobnie powstrzymuje drobne drapieżniki, takie jak surykatki czy mangusty, od atakowania go, wiadomo jednak, że polują na niego sowy, a być może także inne ptaki drapieżne. 

### Rozmnażanie
Kaplandka białoogonowa rozmnaża się zapewne przez cały rok. W miocie rodzi się zwykle od 4 do 5 młodych. Szczególną cechą tego gatunku jest tak silne przysysanie się noworodków do sutków matki, że ta może w ten sposób nosić młode ze sobą. Puszczają je dopiero po ukończeniu 3 tygodnia życia.